# 2,7-dihydrothiepin
2,7-Dihydrothiepin je sirná heterocyklická sloučenina, částečně nasycený analog thiepinu.